# Matang (Samalanga)
Matang is een bestuurslaag in het regentschap Bireuen van de provincie Atjeh, Indonesië. Matang telt 804 inwoners (volkstelling 2010).